# (5800) Pollock
(5800) Pollock – planetoida z pasa głównego planetoid okrążająca Słońce w ciągu 5 lat i 161 dni w średniej odległości 3,09 j.a. Została odkryta 16 października 1982 roku w Obserwatorium Kleť przez Antonína Mrkosa. Nazwa planetoidy pochodzi od Jacksona Pollocka (1912-1956), amerykańskiego malarza. Została ona zaproponowana przez Janę Tichą. Przed nadaniem nazwy planetoida nosiła oznaczenie tymczasowe (5800) 1982 UV1.